# Phyllanthus skutchii
Phyllanthus skutchii là một loài thực vật có hoa trong họ Diệp hạ châu. Loài này được Standl. miêu tả khoa học đầu tiên năm 1940.